# Eleição municipal de Valinhos em 2012
A eleição municipal de Valinhos em 2012 aconteceu em 7 de outubro de 2012 para eleger um prefeito, um vice-prefeito e 17 vereadores no município de Valinhos, Estado de São Paulo, no Brasil. O prefeito eleito foi Cleyton Machado, do PSDB, com 46,84% dos votos válidos sendo vitorioso logo no primeiro turno em disputa com dois adversários, Tonetti (PT) e Eng.º Moysés (PMDB). A vice-prefeita eleita, na chapa de Clayton, foi Mayr (PV). 
O pleito em Valinhos foi parte das eleições municipais no Brasil em 2012 nas unidades federativas do Brasil. Valinhos foi um dos 693 municípios vencidos pelo PSDB; no Brasil, há 5.568 cidades O candidato a vereador mais bem votado foi Dr. Orestes Previale, que obteve 1.829 votos (3,12% dos votos válidos).

## Eleitorado
Na eleição de 2012, estiveram aptos a votar 81.102 eleitores de Valinhos, o que correspondia a 73.47% da população de Valinhos. Já em anos anteriores como no ano de 2010 onde o número de eleitores era menor com 77.689 correspondendo a 72,75% da população.

## Candidatos
Foram três candidatos à prefeitura em 2012: Clayton Machado do PSDB, Tonetti do PT e Eng.º Moysés do PMDB.
| N.º | Candidato(a)    | Vice             | Partido | Coligação                                                                                                 |
| --- | --------------- | ---------------- | ------- | --- |
| 13  | Tonetti         | Valmir Roncaglia | PT      | " Valinhos quer Renovação " (PT / PSL / PSDC / PRTB)                                                      |
| 15  | Engº Moysés     | Dalva Berto      | PMDB    | " Por uma Valinhos Ainda Melhor " (PP / PDT / PTB / PMDB / PTN / PPS / DEM / PTC / PSB / PRP / PC do B)   |
| 45  | Clayton Machado | Mayr             | PSDB    | " PSD, PSDB, PHS, PMN, PV, PRB, PSC, PTdoB, PR " (PV / PSDB / PSD / PHS / PMN / PRB / PSC / PT do B / PR) |

## Campanha[4]
O Índice de Desenvolvimento Humano (IDH) de Valinhos é elevado, mesmo com reclamações sobre à área da saúde.
Para a resolução do problema, o candidato do PMDB, Eng.º Moysés, planejava aprimorar a estrutura já existente. Já o candidato do PSDB, Clayton Machado, falava em reforma e modernização na área administrativa da saúde. Para Tonetti, candidato do PT, a melhora no atendimento médico é a solução.
Investigado pelo Ministério Público (MP) da cidade após uma série de denúncias sobre irregularidades, o Centro de Atendimento de Urgência e Especializações (CAUE), também foi citado durante as reclamações da população.
Para o candidato eleito Clayton Machado, do PSDB, a descentralização do atendimento era a única alternativa. Já o candidato Engº Moysés, do PMDB, explicava que a saída da urgência do CAUE já estava prevista para acontecer a partir da implantação da Unidade de Pronto-Atendimento (UPA). Para o petista Tonetti, o espaço físico do Centro era o grande problema, já que não havia espaço suficiente para todos os prédios necessários.

## Resultados

### Prefeito
No dia 7 de outubro, Cleyton Machado foi eleito com 46,84% dos votos válidos
| Candidato(a)           | Vice                   | 1º Turno 7 de outubro de 2012 | 1º Turno 7 de outubro de 2012 |
| Candidato(a)           | Vice                   | Votação                       | Votação                       |
|                        |                        | Total                         | Porcentagem                   |
| ---------------------- | ---------------------- | ----------------------------- | ----------------------------- |
| Cleyton Machado (PSDB) | Mayr (PV)              | 27.389                        | 46,84%                        |
| Tonetti (PT)           | Valmir Roncaglia (PT)  | 16.303                        | 27,88%                        |
| Eng.º Moysés (PBDM)    | Dalva Berto (PTB)      | 14.787                        | 25,29%                        |
| Total de votos válidos | Total de votos válidos | 58.479                        | 87,49%                        |
| Votos em branco        | Votos em branco        | 3.472                         | 5,19%                         |
| Votos nulos            | Votos nulos            | 4.888                         | 7,31%                         |
| Total                  | Total                  | 66.839                        | 100%                          |
| Abstenções             | Abstenções             | 14.263                        | 17,59%                        |
| Votos apurados         | Votos apurados         | 66.839                        | 100%                          |
| Total de eleitores     | Total de eleitores     | 81.102                        | 100%                          |

### Candidato Eleito[6]
Depois de ser vereador por cinco mandatos consecutivos e presidente da Câmara entre 2005 e 2006, Cleyton Machado foi eleito prefeito de Valinhos pelo PSDB com 475 do votos válidos para o mandato de 2013 a 2016. Sua vitória foi dada pela coligação liderada pelo PSDB, PSD, PR, PV, PSC, PMN, PRB, PHS e o PT do B.
Casado com Sueli Machado e pai de dois filhos, Daviston e Deisiani, Machado tomou posse em 1 de janeiro de 2013 como 15.º prefeito de Valinhos.

### Vereadores[5]
Foram eleitos um total de 17 vereadores no município de Valinhos. Entre esses, 4 são do PMDB, 2 do PV, 2 do PSDB, 2 do PDT, 1 do PT, 1 do PSD, 1 do PR, 1 do DEM, 1 do PP e 1 do PC do B.